# Bobby Rondinelli
Bobby Rondinelli, född 27 juli 1955, är en rocktrummis som är mest känd som medlem i hårdrocksbandet Rainbow, dit han värvades 1981 av Ritchie Blackmore. Han stannade där till 1983. Rondinelli skulle från en början ha ersatt Peter Criss; som trummis i bandet Kiss, men Eric Carr fick platsen istället. Då Carr var den bättre sångaren mellan övriga trummisar som ansökte om samma plats. 
Han var även med i bandet Blue Öyster Cult 1997–2004 och på skivan Cross Purposes av Black Sabbath. Numera spelar Rondinelli i groovebandet The Lizards.